# C12H16BrNO2
化学式C12H16BrNO2的化合物（摩尔质量：286.17 g/mol）可以指：
- 2CB-Ind，CAS号：912342-23-5
- 2C-B-PYR，PubChem CID：82134857
- N-(4-溴苯氧基乙基)吗啉，CAS号：836-59-9
- N-甲基-N-(4-溴苯基)氨基甲酸叔丁酯，CAS号：639520-70-0

|  | 这个同类索引页列出了具有相同分子式的化学物（即同分異構體）条目。 除非您是有意链接至本页，否则应将相应条目的内部链接指向正确的条目。 |